# Дирибе Велтеджи
Дирибе Велтеджи (англ. Diribe Welteji Kejelcha; род. 13 мая 2002, Эфиопия) — эфиопская легкоатлетка, которая специализируется в беге на 800 и 1500 метров. Серебряный призёр чемпионата мира 2023 года. Участница летних Олимпийских игр 2020 года. 

## Общая информация
16-летняя Дирибе Велтеджи завоевала золотую медаль в беге на 800 м на чемпионате мира среди юношей до 20 лет в 2018 году в Тампере. 
В 2019 году она завоевала золото на дистанции 1500 метров на чемпионате Африки среди спортсменов не достигших 20 лет, финишировала шестой на дистанции 800 метров на Африканских играх в Рабате и выбыла в полуфинале на дистанции 800 метров на чемпионате мира в Дохе.
В 2021 году 19-летняя спортсменка выступила на дистанции 1500 метров на отложенных летних Олимпийских играх в Токио, где заняла итоговое 35-е место с результатом 4:10,25. Однако в том же месяце завоевала серебро на чемпионате мира среди спортсменов не старше 20-ти лет, проходившем в Найроби.
Велтеджи заняла четвертое место на дистанции 800 метров на чемпионате мира по легкой атлетике 2022 года в Юджине с результатом 1:57.02. В августе она одержала свою первую победу в соревнованиях Бриллиантовой лиге на дистанции 1500 метров в Хожуве. Велтеджи улучшила свой личный рекорд более чем на две секунды и установила рекорд соревнований с результатом 3:56.91.
22 августа 2023 года выиграла серебро на дистанции 1500 метров на чемпионате мира в Будапеште с результатом 3:55.69.